# Тортиља
Тортиља (шп. tortilla) је равна, кружнo обликована танка погача, слична танком сомуну, обично направљена од самлевеног кукурузног или пшеничног брашна. Астеци и други Наватл говорници називали су тортиље тлашкали (лат. tlaxcalli, [t͡ɬaʃˈkalli]). Тортиље су први пут направили аутохтони народи средње Америке, америчка индијанска племена пре колонизације и темељни су део кухиња многих земаља америчког континента. Порекло кукурузне тортиље на територији Мезоамерике датира још пре 500. п. н. е.
Реч тортиља на шпанском буквално значи мала торта или тортица (шп. torta, торта + illa, суфикс за деминутив). У Шпанији, тортиља је често назив и за омлет, те шпански омлет, национално јело Шпаније које се на шпанском некад зове tortilla española (шпанска тортиља), не треба мешати са мексичком тортиљом.

## Опис
Тортиља је округлог облика и веома танка. Величина може да варира од 6 до 30cm у пречнику, у зависности од регије и јела за које се користи. Пече се на уљу или масти. Дебеле тортиље се у Мескику зову гордите (gorditas). Тортиље у Сан Салвадору и Гватемали су нешто дебље и сличне гордитама.

## Верзије

### Тортиља од кукуруза
Тортиље направљене од кукуруза најстарија су верзија тортиља пореклом из Мексика и Гватемале, а и даље су популарне у Северној, Централној и Јужној Америци. Докази показују да су народи регије Оаксака у Мексику правили тортиље у периоду од 1500. п. н. е. до 500. п. н. е.  Крајем 19. века у Мексику су измишљен и произведен први механички прибор за прављење тортиља, названи преса за тортиљу, тортиљера или тортиљадора.

### Тортиља од пшенице
Европљани су пшеницу и њен узгој увезли на амерички континент, и она постаје састојак тортиља од пшеничног брашна. Тортиље од пшеничног брашна настале су у северном делу Мексика, где је клима погоднија за узгој пшенице.
Тортиље од пшенице традиционално садрже уље или маст, со, брашно и воду, а често се додају и средства за квашење попут прашка за пециво и других састојака. Иначе, припрема и кување тортиља од пшеничног брашна идентична је припреми кукурузних тортиља. Tортиље се обично користе за јела као што су бурито, такос, фахита и др, а популарно је и као додатак многим другим јелима Јужне Америке. Део је свакодневног репертоара хране у целом Мексику, чија су гастрономија и култура утицали на оне у многим земљама Централне Америке и неким државама у САД.
Пшеничне тортиље се користе као храна у спејс шатловима јер се слабо мрве и у бестежинском простору не оштећују опрему.

### Нопалтила
Нопалтила је кактусно-кукурузна тортиља. Сама реч је сложеница од речи nopal, шпанског назива за опунцију, и тортиља.
Тортиље су такође веома популарне у земљама источне Африке и обично их зову '"chapati" или "chapatis".
Тортиље се користе и као средство за сликање. Амерички сликар хиспанског порекла Џо Браво је у недостатку платна почео да слика на тортиљама, што је постало популарно међу Латиноамериканцима у САД и инспирисало и друге уметнике. 

## Галерија
- Машина за прављење тортиље
- Печење тортиље, Сан Дијего
- Тортиља од црног кукуруза
- Човек носи тортиље, Оаксака
- Паковања тортиља